# DN2E
DN2E este un drum național din nordul României, în județul Suceava, care leagă Fălticeni de Gura Humorului (intersectându-se cu DN17 în apropierea acestui oraș) și de Solca, continuând înspre nord până la Vicovu de Sus (mai precis punctul de frontieră cu Ucraina, spre orășelul Crasna).